# Chemical (Post Malone)
Chemical is een nummer van de Amerikaanse muzikant Post Malone uit 2023. Het is de eerste single van zijn vijfde studioalbum Austin.
"Chemical" heeft een ander geluid dan eerdere nummers van Malone. Het neigt meer naar de alternatieve rock en poprock in plaats van trap, en kent ook een optimistischer en meer uptempo geluid. Desondanks gaat het nummer over liefdesverdriet, woede, onmacht en miscommunicatie. Malone zingt over een giftige relatie waaruit ontsnappen niet mogelijk is.
Het nummer leverde Malone een wereldwijde hit op, met bijvoorbeeld een 13e positie in de Amerikaanse Billboard Hot 100. In de Nederlandse Top 40 deed de plaat het  ook aardig met een 4e positie, terwijl de Vlaamse Ultratop 50 een 20e positie liet zien.

## Hitnoteringen

### Nederlandse Top 40
| Hitnotering: 29-04-2023 t/m 11-11-2023 | Hitnotering: 29-04-2023 t/m 11-11-2023 | Hitnotering: 29-04-2023 t/m 11-11-2023 | Hitnotering: 29-04-2023 t/m 11-11-2023 | Hitnotering: 29-04-2023 t/m 11-11-2023 | Hitnotering: 29-04-2023 t/m 11-11-2023 | Hitnotering: 29-04-2023 t/m 11-11-2023 | Hitnotering: 29-04-2023 t/m 11-11-2023 | Hitnotering: 29-04-2023 t/m 11-11-2023 | Hitnotering: 29-04-2023 t/m 11-11-2023 | Hitnotering: 29-04-2023 t/m 11-11-2023 | Hitnotering: 29-04-2023 t/m 11-11-2023 | Hitnotering: 29-04-2023 t/m 11-11-2023 | Hitnotering: 29-04-2023 t/m 11-11-2023 | Hitnotering: 29-04-2023 t/m 11-11-2023 | Hitnotering: 29-04-2023 t/m 11-11-2023 |
| Week:                                  | 1                                      | 2                                      | 3                                      | 4                                      | 5                                      | 6                                      | 7                                      | 8                                      | 9                                      | 10                                     | 11                                     | 12                                     | 13                                     | 14                                     | 15                                     |
| -------------------------------------- | -------------------------------------- | -------------------------------------- | -------------------------------------- | -------------------------------------- | -------------------------------------- | -------------------------------------- | -------------------------------------- | -------------------------------------- | -------------------------------------- | -------------------------------------- | -------------------------------------- | -------------------------------------- | -------------------------------------- | -------------------------------------- | -------------------------------------- |
| Positie:                               | 25                                     | 21                                     | 18                                     | 18                                     | 16                                     | 15                                     | 14                                     | 14                                     | 12                                     | 9                                      | 6                                      | 6                                      | 7                                      | 6                                      | 5                                      |
| Week:                                  | 16                                     | 17                                     | 18                                     | 19                                     | 20                                     | 21                                     | 22                                     | 23                                     | 24                                     | 25                                     | 26                                     | 27                                     | 28                                     | 29                                     |                                        |
| Positie:                               | 4                                      | 5                                      | 5                                      | 4                                      | 4                                      | 3                                      | 3                                      | 8                                      | 13                                     | 20                                     | 25                                     | 28                                     | 35                                     | 39                                     | uit                                    |

### NederlandseSingle Top 100
| Hitnotering (week 1 t/m 34): 22-04-2023 t/m 09-12-2023 Hitnotering (week 35): 13-01-2024 | Hitnotering (week 1 t/m 34): 22-04-2023 t/m 09-12-2023 Hitnotering (week 35): 13-01-2024 | Hitnotering (week 1 t/m 34): 22-04-2023 t/m 09-12-2023 Hitnotering (week 35): 13-01-2024 | Hitnotering (week 1 t/m 34): 22-04-2023 t/m 09-12-2023 Hitnotering (week 35): 13-01-2024 | Hitnotering (week 1 t/m 34): 22-04-2023 t/m 09-12-2023 Hitnotering (week 35): 13-01-2024 | Hitnotering (week 1 t/m 34): 22-04-2023 t/m 09-12-2023 Hitnotering (week 35): 13-01-2024 | Hitnotering (week 1 t/m 34): 22-04-2023 t/m 09-12-2023 Hitnotering (week 35): 13-01-2024 | Hitnotering (week 1 t/m 34): 22-04-2023 t/m 09-12-2023 Hitnotering (week 35): 13-01-2024 | Hitnotering (week 1 t/m 34): 22-04-2023 t/m 09-12-2023 Hitnotering (week 35): 13-01-2024 | Hitnotering (week 1 t/m 34): 22-04-2023 t/m 09-12-2023 Hitnotering (week 35): 13-01-2024 | Hitnotering (week 1 t/m 34): 22-04-2023 t/m 09-12-2023 Hitnotering (week 35): 13-01-2024 | Hitnotering (week 1 t/m 34): 22-04-2023 t/m 09-12-2023 Hitnotering (week 35): 13-01-2024 | Hitnotering (week 1 t/m 34): 22-04-2023 t/m 09-12-2023 Hitnotering (week 35): 13-01-2024 | Hitnotering (week 1 t/m 34): 22-04-2023 t/m 09-12-2023 Hitnotering (week 35): 13-01-2024 | Hitnotering (week 1 t/m 34): 22-04-2023 t/m 09-12-2023 Hitnotering (week 35): 13-01-2024 | Hitnotering (week 1 t/m 34): 22-04-2023 t/m 09-12-2023 Hitnotering (week 35): 13-01-2024 | Hitnotering (week 1 t/m 34): 22-04-2023 t/m 09-12-2023 Hitnotering (week 35): 13-01-2024 | Hitnotering (week 1 t/m 34): 22-04-2023 t/m 09-12-2023 Hitnotering (week 35): 13-01-2024 | Hitnotering (week 1 t/m 34): 22-04-2023 t/m 09-12-2023 Hitnotering (week 35): 13-01-2024 | Hitnotering (week 1 t/m 34): 22-04-2023 t/m 09-12-2023 Hitnotering (week 35): 13-01-2024 |
| Week:                                                                                    | 1                                                                                        | 2                                                                                        | 3                                                                                        | 4                                                                                        | 5                                                                                        | 6                                                                                        | 7                                                                                        | 8                                                                                        | 9                                                                                        | 10                                                                                       | 11                                                                                       | 12                                                                                       | 13                                                                                       | 14                                                                                       | 15                                                                                       | 16                                                                                       | 17                                                                                       | 18                                                                                       | 19                                                                                       |
| ---------------------------------------------------------------------------------------- | ---------------------------------------------------------------------------------------- | ---------------------------------------------------------------------------------------- | ---------------------------------------------------------------------------------------- | ---------------------------------------------------------------------------------------- | ---------------------------------------------------------------------------------------- | ---------------------------------------------------------------------------------------- | ---------------------------------------------------------------------------------------- | ---------------------------------------------------------------------------------------- | ---------------------------------------------------------------------------------------- | ---------------------------------------------------------------------------------------- | ---------------------------------------------------------------------------------------- | ---------------------------------------------------------------------------------------- | ---------------------------------------------------------------------------------------- | ---------------------------------------------------------------------------------------- | ---------------------------------------------------------------------------------------- | ---------------------------------------------------------------------------------------- | ---------------------------------------------------------------------------------------- | ---------------------------------------------------------------------------------------- | ---------------------------------------------------------------------------------------- |
| Positie:                                                                                 | 39                                                                                       | 41                                                                                       | 39                                                                                       | 37                                                                                       | 36                                                                                       | 20                                                                                       | 28                                                                                       | 36                                                                                       | 41                                                                                       | 37                                                                                       | 34                                                                                       | 27                                                                                       | 27                                                                                       | 28                                                                                       | 26                                                                                       | 12                                                                                       | 13                                                                                       | 12                                                                                       | 16                                                                                       |
| Week:                                                                                    | 20                                                                                       | 21                                                                                       | 22                                                                                       | 23                                                                                       | 24                                                                                       | 25                                                                                       | 26                                                                                       | 27                                                                                       | 28                                                                                       | 29                                                                                       | 30                                                                                       | 31                                                                                       | 32                                                                                       | 33                                                                                       | 34                                                                                       |                                                                                          | 35                                                                                       |                                                                                          |                                                                                          |
| Positie:                                                                                 | 16                                                                                       | 14                                                                                       | 15                                                                                       | 21                                                                                       | 23                                                                                       | 23                                                                                       | 23                                                                                       | 21                                                                                       | 18                                                                                       | 25                                                                                       | 35                                                                                       | 40                                                                                       | 54                                                                                       | 65                                                                                       | 93                                                                                       | uit                                                                                      | 98                                                                                       | uit                                                                                      |                                                                                          |

### VlaamseUltratop 50
| Hitnotering (week 1 t/m 35): 29-04-2023 t/m 23-12-2023 Hitnotering (week 36 t/m 37): 06-01-2024 t/m 13-01-2024 | Hitnotering (week 1 t/m 35): 29-04-2023 t/m 23-12-2023 Hitnotering (week 36 t/m 37): 06-01-2024 t/m 13-01-2024 | Hitnotering (week 1 t/m 35): 29-04-2023 t/m 23-12-2023 Hitnotering (week 36 t/m 37): 06-01-2024 t/m 13-01-2024 | Hitnotering (week 1 t/m 35): 29-04-2023 t/m 23-12-2023 Hitnotering (week 36 t/m 37): 06-01-2024 t/m 13-01-2024 | Hitnotering (week 1 t/m 35): 29-04-2023 t/m 23-12-2023 Hitnotering (week 36 t/m 37): 06-01-2024 t/m 13-01-2024 | Hitnotering (week 1 t/m 35): 29-04-2023 t/m 23-12-2023 Hitnotering (week 36 t/m 37): 06-01-2024 t/m 13-01-2024 | Hitnotering (week 1 t/m 35): 29-04-2023 t/m 23-12-2023 Hitnotering (week 36 t/m 37): 06-01-2024 t/m 13-01-2024 | Hitnotering (week 1 t/m 35): 29-04-2023 t/m 23-12-2023 Hitnotering (week 36 t/m 37): 06-01-2024 t/m 13-01-2024 | Hitnotering (week 1 t/m 35): 29-04-2023 t/m 23-12-2023 Hitnotering (week 36 t/m 37): 06-01-2024 t/m 13-01-2024 | Hitnotering (week 1 t/m 35): 29-04-2023 t/m 23-12-2023 Hitnotering (week 36 t/m 37): 06-01-2024 t/m 13-01-2024 | Hitnotering (week 1 t/m 35): 29-04-2023 t/m 23-12-2023 Hitnotering (week 36 t/m 37): 06-01-2024 t/m 13-01-2024 | Hitnotering (week 1 t/m 35): 29-04-2023 t/m 23-12-2023 Hitnotering (week 36 t/m 37): 06-01-2024 t/m 13-01-2024 | Hitnotering (week 1 t/m 35): 29-04-2023 t/m 23-12-2023 Hitnotering (week 36 t/m 37): 06-01-2024 t/m 13-01-2024 | Hitnotering (week 1 t/m 35): 29-04-2023 t/m 23-12-2023 Hitnotering (week 36 t/m 37): 06-01-2024 t/m 13-01-2024 | Hitnotering (week 1 t/m 35): 29-04-2023 t/m 23-12-2023 Hitnotering (week 36 t/m 37): 06-01-2024 t/m 13-01-2024 | Hitnotering (week 1 t/m 35): 29-04-2023 t/m 23-12-2023 Hitnotering (week 36 t/m 37): 06-01-2024 t/m 13-01-2024 | Hitnotering (week 1 t/m 35): 29-04-2023 t/m 23-12-2023 Hitnotering (week 36 t/m 37): 06-01-2024 t/m 13-01-2024 | Hitnotering (week 1 t/m 35): 29-04-2023 t/m 23-12-2023 Hitnotering (week 36 t/m 37): 06-01-2024 t/m 13-01-2024 | Hitnotering (week 1 t/m 35): 29-04-2023 t/m 23-12-2023 Hitnotering (week 36 t/m 37): 06-01-2024 t/m 13-01-2024 | Hitnotering (week 1 t/m 35): 29-04-2023 t/m 23-12-2023 Hitnotering (week 36 t/m 37): 06-01-2024 t/m 13-01-2024 | Hitnotering (week 1 t/m 35): 29-04-2023 t/m 23-12-2023 Hitnotering (week 36 t/m 37): 06-01-2024 t/m 13-01-2024 |
| Week: | 1 | 2 | 3 | 4 | 5 | 6 | 7 | 8 | 9 | 10 | 11 | 12 | 13 | 14 | 15 | 16 | 17 | 18 | 19 | 20 |
| --- | --- | --- | --- | --- | --- | --- | --- | --- | --- | --- | --- | --- | --- | --- | --- | --- | --- | --- | --- | --- |
| Positie: | 35 | 20 | 29 | 25 | 21 | 22 | 22 | 19 | 22 | 20 | 17 | 13 | 15 | 16 | 12 | 11 | 22 | 25 | 22 | 23 |
| Week: | 21 | 22 | 23 | 24 | 25 | 26 | 27 | 28 | 29 | 30 | 31 | 32 | 33 | 34 | 35 | | 36 | 37 | | |
| Positie: | 24 | 23 | 30 | 38 | 28 | 42 | 28 | 31 | 38 | 35 | 31 | 39 | 35 | 50 | 43 | uit | 27 | 40 | uit | |

### NPO Radio 2 Top 2000
Chemical stond in 2024 voor het eerst in de NPO Radio 2 Top 2000, op plek 1806.